# Comarques a Espanya
Les comarques a Espanya són agrupacions de municipis que estan permeses per la Constitució espanyola de 1978 en l'article 152.3. La Llei Reguladora de Bases del Règim Local estableix que són un tipus d'ens local.
La Llei Reguladora de Bases del Règim Local (7/1985) estableix que per a crear-se una comarca, és necessari l'assentiment de dos cinquenes dels municipis i la meitat de la població afectada. Catalunya va tindre permés que no se li aplicaren aquestes condicions de manera excepcional.
Les comarques, a nivell oficial, són establides via llei autonòmica, la qual determina el territori que abasten, els seus òrgans de govern (composició i funcionament) i els seus recursos econòmics. Les comunitats autònomes que han constituït de manera oficial comarques són:
- Andalusia: amb la llei d'Andalusia d'1 de juny de 1983
- Aragó: amb la Llei de Comarcalització d'Aragó. Decret Legislatiu 1/2006, de 27 de desembre[5] i amb les respectives lleis de creació de cada comarca.
- Catalunya: amb la Llei 6/1987, de 4 d'abril, de l'Organització Comarcal de Catalunya[4] i amb la Llei Catalana de Municipis de Muntanya[1]

Pràcticament tots els estatuts d'autonomia recullen la possibilitat de formar comarques, malgrat que algunes d'aquestes comunitats autònomes tenen comarques de manera excepcional o amb escassa vivència social.
Catalunya és la comunitat autònoma on les comarques tenen un interès social i polític superior a la resta d'altres comunitats autònomes.